# 沖縄県立浦添高等学校
沖縄県立浦添高等学校（おきなわけんりつ うらそえこうとうがっこう）は、沖縄県浦添市内間三丁目にある県立高等学校。
浦添市内で唯一の普通科のみを設置している高等学校である。
また、1年間に体育祭（筋肉祭）と文化祭（キラ星祭）の両方を行っている。

## 沿革
- 1964年9月12日 - 設立。
- 1965年4月7日 - 第1回入学式。
- 1995年3月 - 家政科廃止（1997年3月完全閉科）。

## 設置学科
- 普通科：10クラス（400人）2019年（令和元年度）より９クラス

## 年間行事
- 4月：入学式、始業式、新入生歓迎球技大会
- 5月：遠足、中間考査
- 6月：高校総体、体育祭
- 7月：リーダー研修、校内弁論大会、期末考査、終業式、夏休み
- 8月：夏休み
- 9月：始業式、文化祭
- 10月：中間考査
- 11月：高校新人大会、芸術鑑賞
- 12月：期末考査、終業式、冬休み
- 1月：始業式、センター試験(令和3年度からは共通テスト)（3年生）
- 2月：予餞会
- 3月：卒業式、期末考査、修学旅行、修了式、春休み

## 交通アクセス
沖縄バス利用
- 47番・てだこ線、または87番・赤嶺てだこ線に乗車した場合、「浦添高校前」バス停下車。

琉球バス交通バス利用
- 55番・牧港線
- 56番・浦添線
  - これらの路線に乗車した場合、「沢岻入口」バス停下車。徒歩5分。

那覇バス利用
- 11番・安岡宇栄原線に乗車した場合、「内間入口」バス停下車 徒歩5分[1]。

## 出身者
- 金城泰邦 - 衆議院議員、元沖縄県議会議員
- MONGOL800 -  ロックバンド
- マーキー - ロックバンド「HIGH and MIGHTY COLOR」メンバー
- きゃんひとみ - ラジオパーソナリティー
- 佐久川ひとみ - 元ハンドボール日本女子代表
- 川満聡 - ローカルタレント
- 棚原勝也 - 琉球朝日放送報道部デスク。元アナウンサー（ラジオ沖縄→琉球朝日放送）
- 船越遼太郎 - 琉球朝日放送記者
- 池畑満也 - 元プロ野球選手
- 又吉亮文 - プロ野球選手
- 山城奈々 - プロゴルファー
- 友利翼 - 映画監督
- 宮良忍 - 元DA PUMPメンバー
- 喜屋武あつこ - モデル、実業家
- 松田健吾 - お笑いコンビ　オードブル（FECオフィス）
- Performer Sakae - パフォーマー＆DJ（FECオフィス）